# Odontopsammodius insulcatus
Odontopsammodius insulcatus är en skalbaggsart som beskrevs av Schmidt 1916. Odontopsammodius insulcatus ingår i släktet Odontopsammodius och familjen Aphodiidae. Inga underarter finns listade i Catalogue of Life.